# Bataille de Stainmore

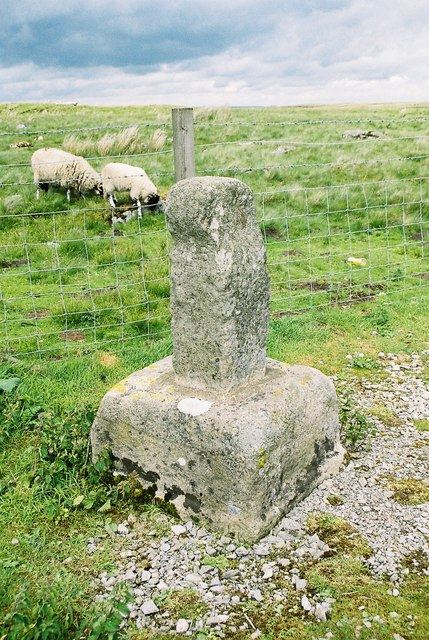
La croix de Rey, à quelques kilomètres à l'est du village de Bowes sur la, marquerait le lieu de la mort d'Éric à la Hache sanglante. Il n'en subsiste que la base.

La bataille de Stainmore est un affrontement hypothétique qui aurait eu lieu en 954 et aurait vu la mort d'Éric à la Hache sanglante, dernier roi viking d'York.

## Contexte
La Chronique anglo-saxonne rapporte qu'Éric à la Hache sanglante est reconnu à deux reprises comme roi par les habitants de la Northumbrie : une première fois entre 947 et 948, puis de 952 à 954. Sous cette dernière année, elle se contente d'indiquer que « les Northumbriens chassèrent Éric, et Eadred obtint le royaume de Northumbrie ».

## Mort d'Éric
Les historiens anglais postérieurs à la conquête normande de l'Angleterre apportent davantage d'informations. Siméon de Durham rapporte qu'Éric est tué peu après sa déposition par un certain comte Maccus, fils d'Olaf, peut-être Olaf Gothfrithson ou Olaf Kvaran. Roger de Wendover indique la même chose et précise qu'il trouve la mort « en un endroit isolé appelé Stainmore » après avoir été trahi par le comte Osulf.
En revanche, les sagas nordiques (Fagrskinna, Heimskringla, Orkneyinga saga) affirment qu'Éric est mort au combat en Angleterre, tandis que l'Ágrip af Nóregskonungasögum et l'Historia Norwegiæ indiquent qu'il est mort durant une incursion en Espagne.
Afin de réconcilier ces récits, l'historien Frank Stenton propose qu'Éric soit mort durant une bataille à Stainmore qui l'aurait opposé à Osulf, ce dernier devenant souverain d'une Northumbrie soumise à la maison de Wessex par la suite. Néanmoins, cette hypothèse ne fait pas l'unanimité chez les historiens, et d'autres préfèrent suivre le récit de Roger de Wendover.